# Jorge Cárdenas (Gewichtheber)
Jorge Adán Cárdenas Estrada (* 21. April 1997 in Culiacán, Sinaloa) ist ein mexikanischer Gewichtheber.

## Erfolge
Cardenas Estrada ist auf 73 kg spezialisiert. Er nahm an den Panamerikanischen Gewichthebemeisterschaften teil, wo er 2022 in Bogotá die Silber- und 2023 in Bariloche die Bronzemedaille erkämpfte.
Auch war er Teilnehmer bei den 2021 ausgetragenen Olympischen Sommerspielen 2020 in Tokio, wo er den elften Platz belegte. 